# Mastinomorphus vicunaensis
Mastinomorphus vicunaensis är en skalbaggsart som beskrevs av Wittmer 1976. Mastinomorphus vicunaensis ingår i släktet Mastinomorphus och familjen Phengodidae. Inga underarter finns listade i Catalogue of Life.